# The Gender of Mona Lisa
The Gender of Mona Lisa (jap. 性別「モナリザ」の君へ。 Seibetsu „Mona Lisa“ no Kimi e.) ist eine Manga-Serie von Tsumuji Yoshimura, die von 2018 bis 2022 in Japan erschien. Die Geschichte spielt in einer alternativen Welt, in der Menschen zunächst geschlechtslos geboren werden und erst im Laufe der Pubertät männlich oder weiblich werden. Das Drama folgt Hinase, einer Person, die mit 17 Jahren noch immer geschlechtslos ist.

## Inhalt
Während die meisten Menschen in der Welt der Geschichte in der Pubertät ab dem Alter von 12 Jahren ein Geschlecht wählen, ist Hinase mit 17 Jahren noch immer geschlechtsneutral. Eine Zeit lang wurde Hinase deswegen gemobbt, ist mit der geschlechtslosen Identität inzwischen aber eigentlich ganz zufrieden. Hinases engste Freunde seit frühester Kindheit, Shiori und Ritsu, akzeptieren Hinase auch. Doch sie haben sich beide in Hinase verliebt und wünschen sich, die von ihnen geliebte Person würde sich für das jeweils andere Geschlecht entscheiden, sodass sie eine Liebesbeziehung eingehen können. So üben sie immer wieder Druck auf Hinase aus, auch wenn es ihnen später leidtut. Zur gleichen Zeit wird Hinase medizinisch untersucht und der Arzt schürt immer größere Sorgen wegen Hinases „Mona-Lisa-Syndroms“, da es noch nie eine geschlechtslose Person älter als 18 Jahre gegeben habe. Manche seien in dem Alter umgekommen. So gerät Hinase auch von dieser Seite unter Druck, eine Entscheidung herbeizuführen.

## Entstehung und Veröffentlichung
Das Konzept der Geschichte entstand aus der Idee heraus, dass zwei in Hinase verliebte die zuvor geschlechtslose Person für ihre Liebe zum Jungen oder zum Mädchen machen wollen. Darauf baute Yoshimura die Geschichte auf und entwickelte die Welt mit geschlechtslosen Kindern und Jugendlichen. Zur politischen und gesellschaftlichen Diskussionen über Trans- und Intergeschlechtlichkeit wollte sie jedoch nicht beitragen und hat sich mit der Thematik daher nicht intensiv auseinandergesetzt. Sie wolle unterhalten und zum Nachdenken anregen. Neben dem Konflikt zwischen der Entfaltung der Persönlichkeit und Erwartungen des Umfelds wollte sie auch die Angst vor Veränderung thematisieren. In den ansonsten schwarz-weiß gehaltenen Zeichnungen sind die Augen und gelegentlich Effekte um die Figuren herum in Türkis hervorgehoben.
Die Serie erschien zunächst von Mai 2018 bis Oktober 2022 im Magazin Gangan Online von Square Enix. Der Verlag brachte die Kapitel von September 2018 bis Dezember 2022 gesammelt in zehn Bänden heraus. Dabei stellen die letzten beiden Bände beide Band 9 dar, jedoch mit unterschiedlichen Enden und dem Nummerzusatz „X“ oder „Y“. In der Preis-Kategorie für Webcomics des Tsugi ni Kuru Manga Taishō landete die Serie 2020 auf Platz 20 von 20 Nominierten.
Eine deutsche Fassung, übersetzt von Carina Dallmeier, erschien von Oktober 2021 bis Oktober 2023 beim Carlsen Verlag unter dem Label Hayabusa. Auch hier erschienen die letzten beiden Bände mit den alternativen Enden gleichzeitig. Auf Englisch wurde der Manga von Square Enix über die Online-Plattform Manga UP! veröffentlicht.